# Грофа
Гро́фа — гірська вершина в Українських Карпатах, у масиві Горгани. Розташована в Калуському районі Івано-Франківської області, в межах природоохоронної території — Ландшафтного заказника Грофа.

## Географія
Висота гори 1748 м. Має конічну форму. Збереглись льодовикові форми рельєфу — кари, моренні вали. До висоти 1450 м схили вкриті ялиновим лісом, вище — кам'яні осипища.
На північний захід від Грофи розташована гора Молода (1723 м), на північний схід — Кінь Грофецький (1552 м), на південний захід — Паренки (1735 м), на схід — вершини Малий Канусяк (1620 м) та Великий Канусяк (1642 м). На північ від Грофи видніється хребет Аршиця з вершиною Горган Ілемський (1587 м).
Найближчий населений пункт — село Осмолода.

## Галерея

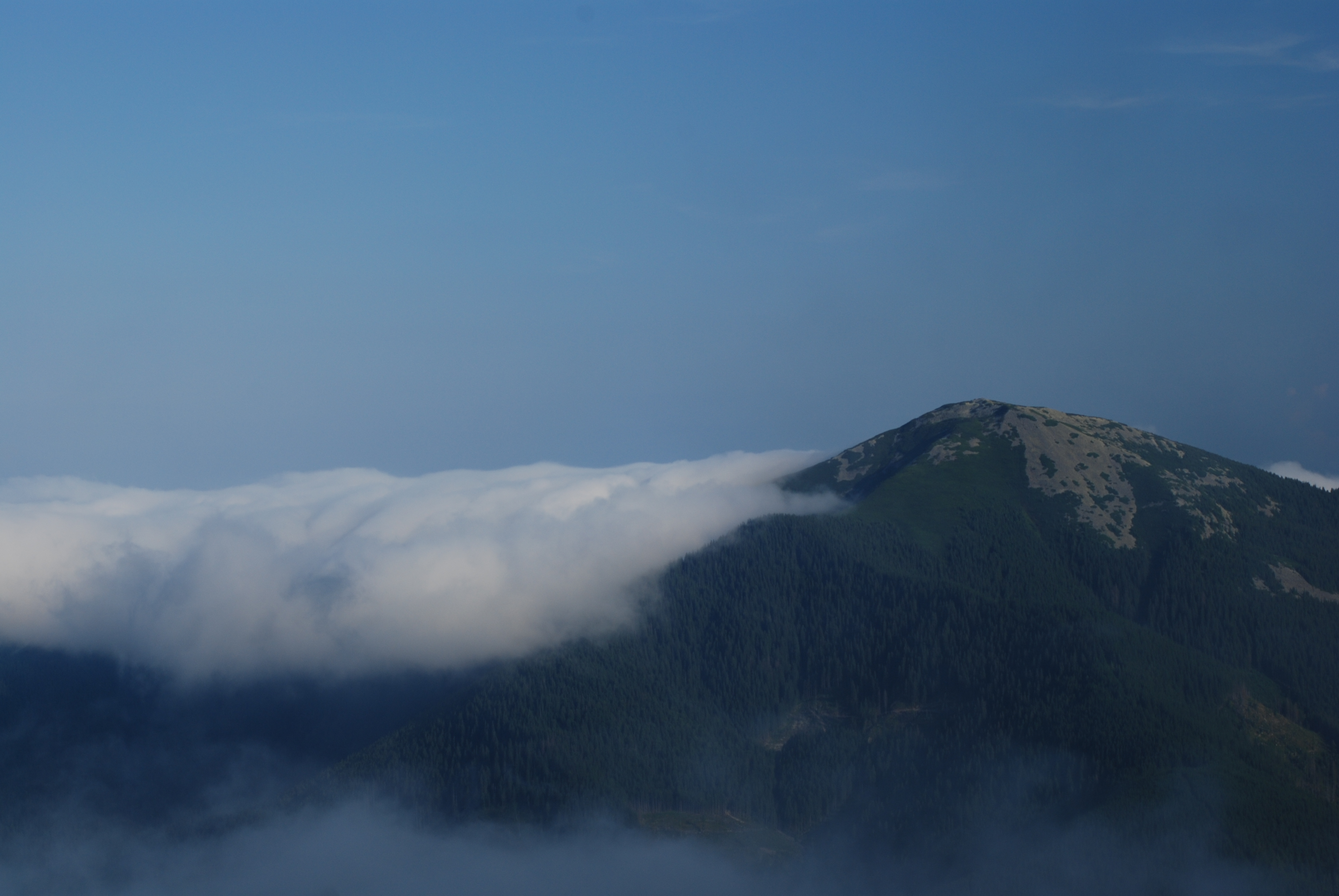
Вид на Грофу зі схилу гори Молода
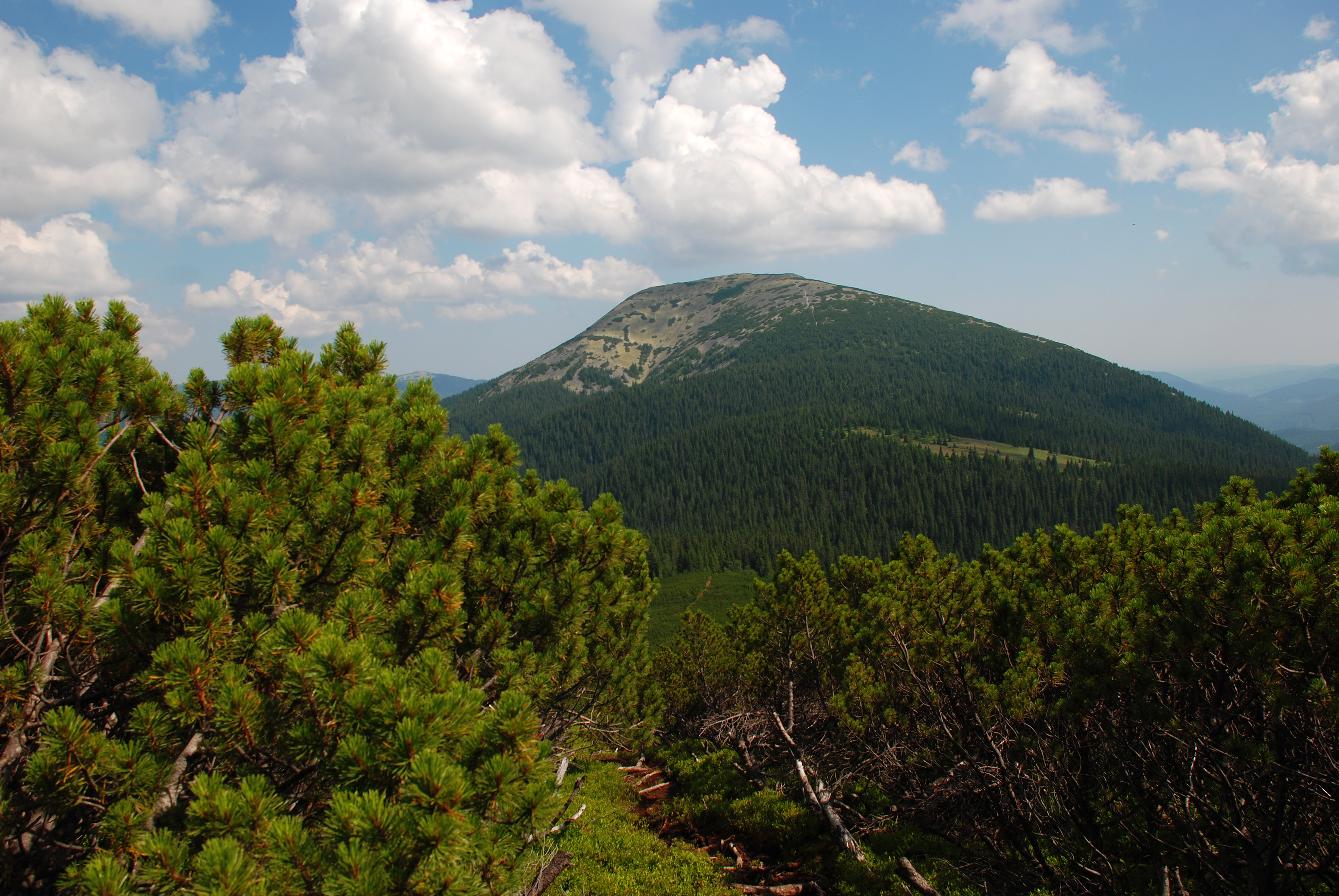
Вид на Грофу і полонину Плісце зі схилу гори Паренки
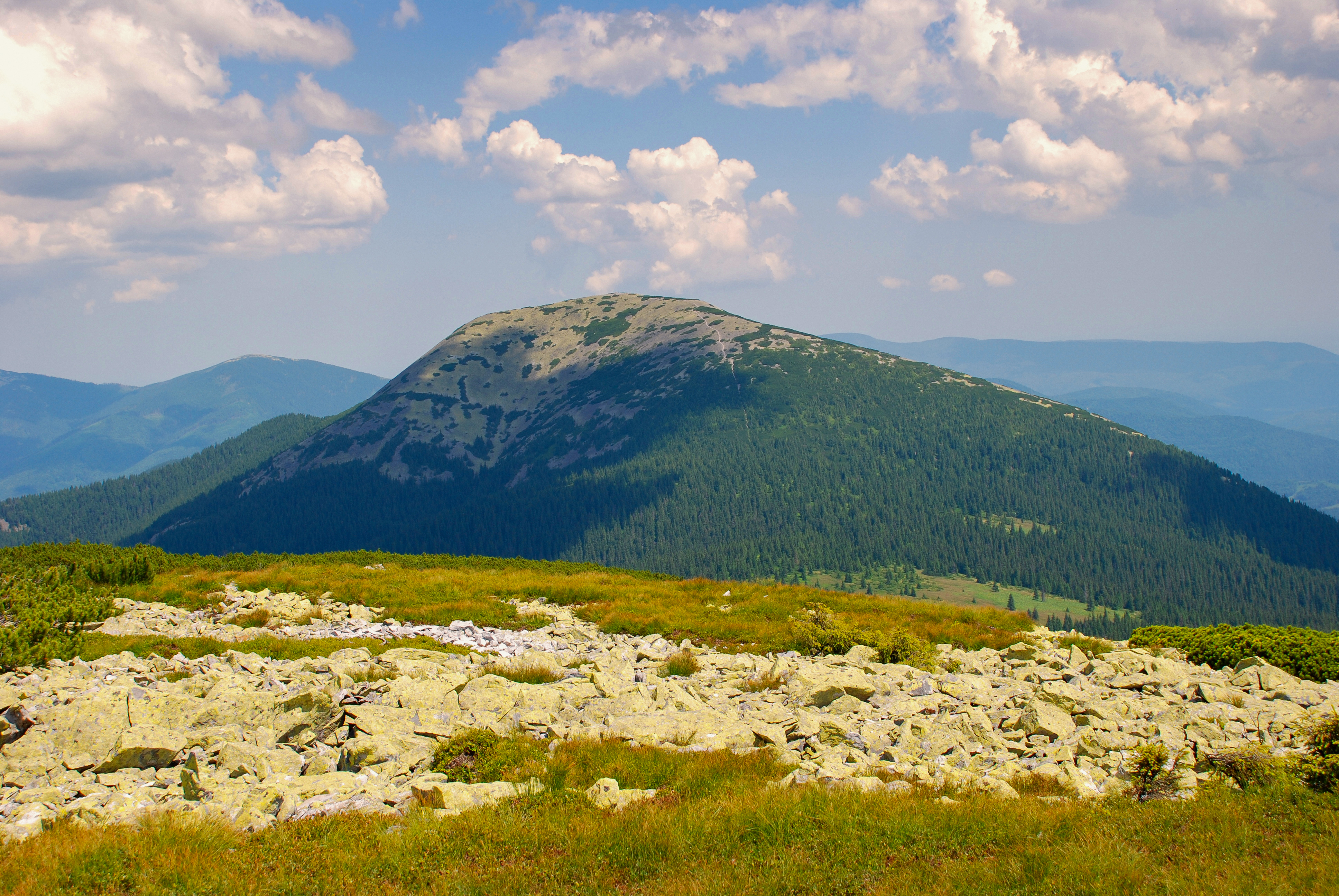
Вид на Грофу з вершини гори Паренки
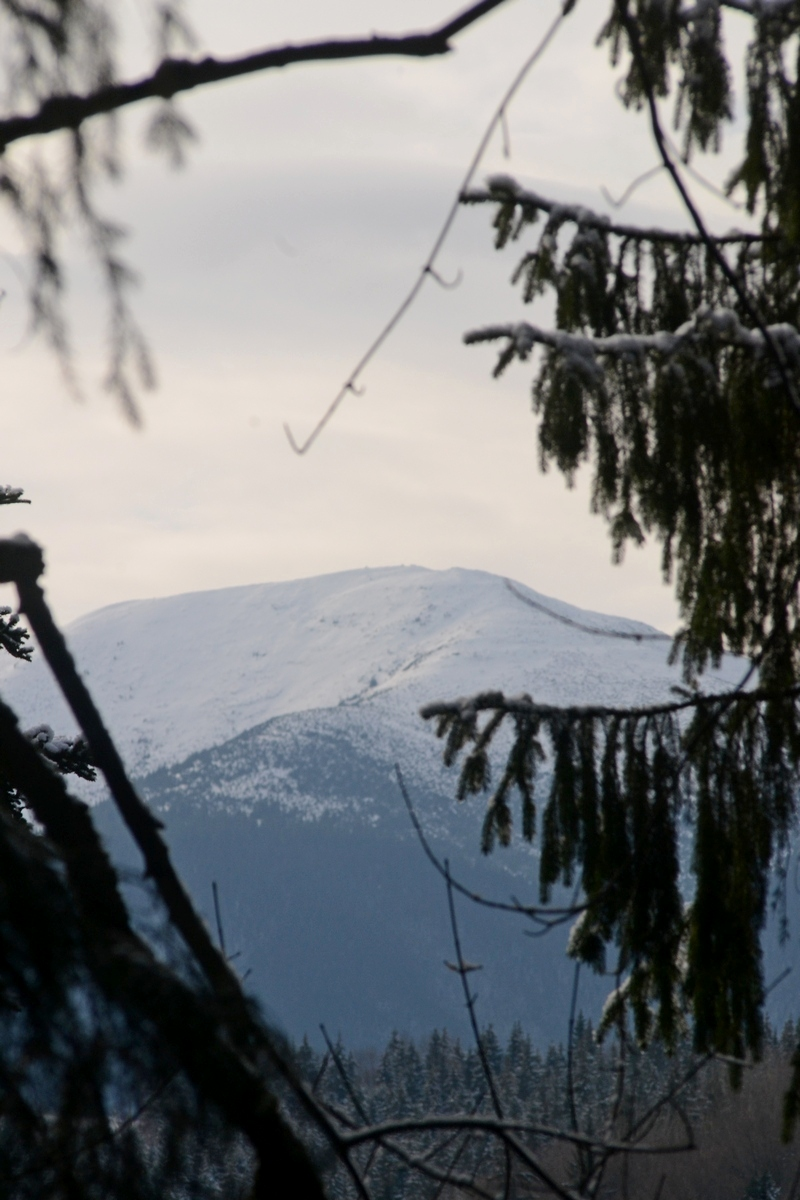
Вид на Грофу з г. Висока